# Wymiar sprawiedliwości
Wymiar sprawiedliwości – termin pochodzi z łacińskiego „iuris- dictio, ius dicere”, co oznacza orzekanie prawa. Obszar działalności państwa polegający na rozstrzyganiu sporów i konfliktów o prawo, tj. na przyznaniu racji jednej ze stron, w których przynajmniej jedną jest osoba fizyczna lub podmiot podobny, (np. osoba prawna). Spory między stronami są rozstrzygane w ramach działalności niezawisłych sądów powszechnych i sądów szczególnych.

## Historia wymiaru sprawiedliwości
Wraz z rozwojem społecznym, na przestrzeni wieków, ulegał jednocześnie zmianom wymiar sprawiedliwości. W pierwszej kolejności należy wskazać, że najwcześniej nabył on cechę niezależności. Przykładowo, w XV wieku w Anglii, monarchę pozbawiono prawa do odwoływania sędziów, a w 1433 r. w Rzeczpospolitej wydano przywilej Neminem captivabimus, zgodnie z którym „rządy prawa miały stać ponad samowolą monarchy i pozwalać na uniezależnienie powoływania sędziów od króla oraz dostojników państwowych”.
Przeobrażeniu również ulegały metody wymierzania kar, które z biegiem lat stawały się bardziej humanitarne, między innymi zaprzestano praktyk polegających na paleniu na stosie, wydzieraniu oczu czy łamaniu kołem. Kolejnym etapem przemian w wymiarze sprawiedliwości, będące efektem przeobrażeń w strukturach społecznych, stało się utworzenie hierarchii w systemie sądowym. Jednoosobowe podejmowanie decyzji przez głowę państwa stało się niewystarczające. W efekcie tych zmian, wyłoniła się w sądownictwie najwyższa instancja, na czele której zasiadał z początku władca. Następnym przełomem było przekazanie kompetencji sądowych władcy bezpośrednio do wykwalifikowanych organów sądowych, które później uległy przeobrażeniu w sądy najwyższe. W Polsce, proces ten, mający miejsce także w innych krajach, zapoczątkowało powołanie w 1578 r. Trybunału Koronnego. Omawiane jak wyżej wartości zostały wreszcie przeniesione na grunt pierwszych Konstytucji – Konstytucja 3 Maja z 1791 roku i Konstytucja Stanów Zjednoczonych Ameryki z 1789 r. W tym okresie powstały również pierwsze kodyfikacje prawa, takie jak Kodeks Napoleona, które ujednolicały i upraszczały systemy prawne. 
Dzisiaj, instytucje wymiaru sprawiedliwości działają na całym świecie, a ich zadaniem jest zapewnienie ochrony praw człowieka i wolności obywatelskich, jak również ochrona interesów państwa i społeczeństwa. Jednym z najważniejszych wyzwań dla wymiaru sprawiedliwości jest zapewnienie równości przed prawem, zapobieganie korupcji oraz odpowiednie dostosowanie się do szybko zmieniającego się świata.  

## System wymiaru sprawiedliwości w państwach UE
Systemy sądownictwa w Unii Europejskiej są bardzo różnorodne i odpowiadają krajowym tradycjom sądownym. W większości państw europejskich istnieją rozmaite kategorie sądów. Można wyróżnić ich trzy rodzaje: 
- sądy powszechne;
- sądy szczególne;
- sądy orzekające w sprawach konstytucyjnych.

Sądy powszechne, co do zasady rozstrzygają spory w sprawach cywilnych lub w sprawach karnych. Wskazać należy, że państwa wprowadziły sądy do spraw szczególnych, które dotyczą sporów pomiędzy organami publicznymi a obywatelami lub podmiotami gospodarczymi. W krajach europejskich istnieją sądy lub instytucje, których celem jest zagwarantowanie przestrzegania konstytucji. Do takich instytucji lub sądów można zwrócić się o sprawdzenie, czy określona ustawa jest zgodna z postanowieniami konstytucji.
System wymiaru sprawiedliwości w państwach UE dotyczy prócz sądów także inne instytucje i organy, takie jak prokuratorzy, komornicy sądowi i notariusze. Prokuratura stanowiąca w większości państw członkowskich fragment wymiaru sprawiedliwości, odgrywa kluczową rolę w sprawach karnych. Zakres obowiązków i status prokuratorów w krajach członkowskich znacząco się od siebie różni. 

## Karta praw podstawowych Unii Europejskiej
Wymiar sprawiedliwości został wyodrębniony w Tytule VI, w zbiorze podstawowych praw człowieka i obowiązków obywatelskich (Karta Praw podstawowych UE), gdzie zostały wymienione cztery naczelne zasady, które są obowiązane przestrzegać państwa członkowskie, a są nimi:  
- Prawo do skutecznego środka prawnego i dostępu do bezstronnego sądu (art. 47);
- Domniemanie niewinności i prawo do obrony (art. 48);
- Zasady legalności oraz proporcjonalności kar do czynów zabronionych pod groźbą kary (art. 49);
- Zakaz ponownego sądzenia lub karania w postępowaniu karnym za ten sam czyn zabroniony pod groźbą kary (art. 50)[6].

## Międzynarodowy wymiar sprawiedliwości
Wymiar sprawiedliwości leży w obszarze działania nie tylko państwa, ale także organizacji międzynarodowych (międzynarodowy wymiar sprawiedliwości), w tym zakresie obok osób fizycznych i prawnych, stronami mogą być również państwa jako podmioty prawnomiędzynarodowe. Organy wymiaru sprawiedliwości utworzono w takich organizacjach międzynarodowych, jak:
- Unia Europejska (Trybunał Sprawiedliwości Unii Europejskiej i Sąd Pierwszej Instancji)
- ONZ (Międzynarodowy Trybunał Sprawiedliwości)
- Rada Europy (Europejski Trybunał Praw Człowieka)
- Międzynarodowy Trybunał Karny

Międzynarodowy wymiar sprawiedliwości działa subsydiarnie do sądownictwa państwowego, co oznacza, że sąd lub trybunał międzynarodowy działa wtedy, gdy nie ma możliwości rozstrzygnięcia danej sprawy w ramach prawa krajowego. Subsydiarność dotyczy w szczególności międzynarodowego prawa karnego.

## Ujęcie przedmiotowe
Na wymiar sprawiedliwości składa się głównie rozstrzyganie w sprawach cywilnych i karnych. Sprawa cywilna obejmuje kwestie takie jak dobra majątkowe, prawo rodzinne i opiekuńcze, prawo pracy, sprawy z zakresu ubezpieczeń społecznych. Najczęściej występuje w postaci sporu między stronami postępowania o określone dobra (o zapłatę, o rozwód i separację, alimenty, o naruszenie posiadania itp.) i rozpoznawane są w ramach procesu. W procesie cywilnym stroną postępowania jest powód (osoba, która czegoś żąda) i pozwany (osoba, która broni się przed twierdzeniami i zarzutami strony przeciwnej). Każda ze stron może mieć pełnomocnika, którym jest adwokat lub radca prawny (zwani inaczej mecenasami). Proces kończy się wydaniem wyroku zasądzającego lub oddalającego. Oprócz procesu, w sprawach cywilnych istnieją również sprawy cywilne nieprocesowe, np. o zniesienie współwłasności, o stwierdzenie nabycia spadku, w których stronami postępowania są wnioskodawca i uczestnik.
Sprawa karna ma miejsce w wyniku popełnienia przestępstwa i jest orzekana w procesie karnym. Stronami postępowania karnego są: oskarżyciel publiczny (prokurator) i oskarżony, który może mieć obrońcę. Proces kończy się wyrokiem skazującym lub uniewinniającym, czasem umorzeniem postępowania. Przestępstwa mniejszej wagi ścigane są z oskarżenia prywatnego: oskarżycielem jest wtedy osoba pokrzywdzona przestępstwem (oskarżyciel prywatny).